# Monika Gierzyńska‑Dolna
Monika Teresa Gierzyńska-Dolna (ur. 29 czerwca 1935, zm. 5 listopada 2021) – polska specjalistka w zakresie budowy i eksploatacji maszyn, biocybernetyki i inżynierii biomedycznej, prof. dr hab. inż.

## Życiorys
W 1959 ukończyła studia mechaniczne w Politechnice Częstochowskiej, 7 grudnia 1964 obroniła pracę doktorską Zbadanie wpływu różnych czynników na zużycie i żywotność matryc kuźniczych, 28 lutego 1974 habilitowała się na podstawie pracy zatytułowanej Studium zjawisk trybologicznych w procesach obróbki plastycznej. 16 czerwca 1977 nadano jej tytuł profesora w zakresie nauk technicznych. 
Została zatrudniona na stanowisku kierownika w Katedrze Systemów Technicznych na Wydziale Zarządzania Politechniki Częstochowskiej, oraz była profesorem zwyczajnym w Instytucie Obróbki Plastycznej.

## Odznaczenia
- Krzyż Oficerski Orderu Odrodzenia Polski (1998)[4]